# Norton, Doncaster
Norton är en by och en civil parish i Doncaster i South Yorkshire i England. Orten har 4 625 invånare (2011). Byn nämndes i Domedagsboken (Domesday Book) år 1086, och kallades då Nortone.